# Gheorghe Chițu
Gheorghe Chițu (n. 24 august 1828, Oboga, Olt, România – d. 27 octombrie 1897, Mirila, Bobicești, Olt, România) a fost un om politic și publicist român din secolul al XIX-lea, membru fondator al Partidului Național Liberal din România, la 24 mai 1875.
A fost membru al guvernelor: Manolache Costache Epureanu (2), Ion C. Brătianu (1) și Ion C. Brătianu (4), ocupând varii portofolii.

## Biografie
A fost ministru de finanțe al României între anii 1881-1882 și primul primar al Craiovei între anii 1862-1864 și membru titular al Academiei Române.
Ca Ministru al Cultelor și Instrucțiunii Publice, liberalul Gheorghe Chițu este cel care îl destituie la 3 iunie 1876 pe Mihai Eminescu din funcția de revizor școlar, înlocuindu-l cu Al. Dârzău, directorul Școlii Trei Ierarhi.
Tot el, la 16 iulie 1876, îi trimite prim-procurorului din Iași o petiție prin care solicită chemarea lui Mihai Eminescu în judecată ca urmare a raportului lui Dimitrie Petrino.

### Episodul Titu Maiorescu
De amintit totuși că Gheorghe Chițu este cel care îl reintegrează în octombrie 1884 pe Titu Maiorescu la Universitatea din București. Aceasta după actul ministrului de instrucție din 1871-1874, generalul Tell, prin care se considerau demisionați de la catedră profesorii universitari din Iași care erau în același timp deputați și luau parte la ședințele Camerei.
Un bulevard din Craiova îi poartă în prezent numele.